# سری جی‌فورس ۷۰۰

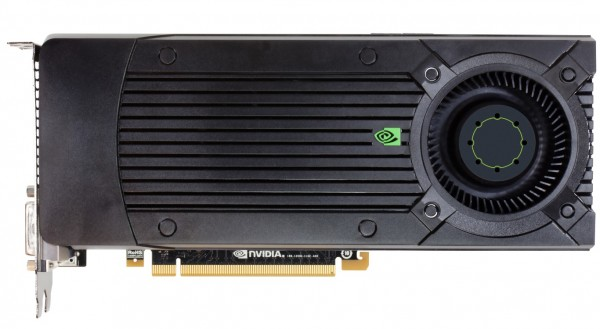
کارت گرافیکی از سری جی‌فورس ۷۰۰

اینویدیا جیفورس سری ۷۰۰ یک خانواده از کارت‌های گرافیکی توسعه یافته توسط اینویدیا می‌باشد که در کامپیوترهای رومیزی و لپ‌تاپ‌ها استفاده می‌شود. این کارت گرافیک روی طرحی تازه از معماری کپلر پایه‌گذاری شده‌است. این کارت همچنین براساس معماری فرم (GF) و مکسوِل(GM) پایه‌گذاری شده‌است. این کارت در می ۲۰۱۳ عرضه شد. کارت GeForce GTX TITAN از این سری در زمان خود با قیمتی بالغ بر هزار دلار پرچم دار سری کارت‌های گرافیک جیفورس بود.